# داتیمو
داتیمو (انگلیسی: Dotemu) شرکت بازی ویدئویی فرانسوی است، که در سال ۲۰۰۷ تأسیس شد.